# 申雅島

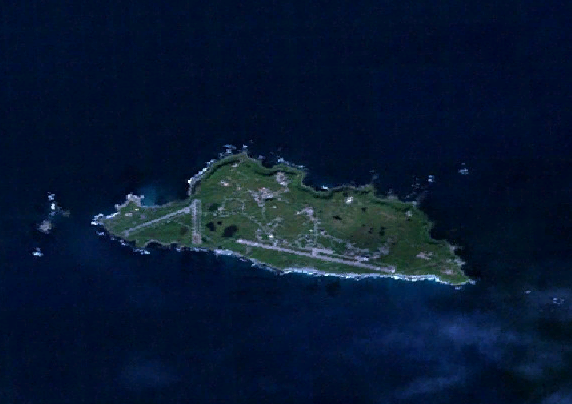

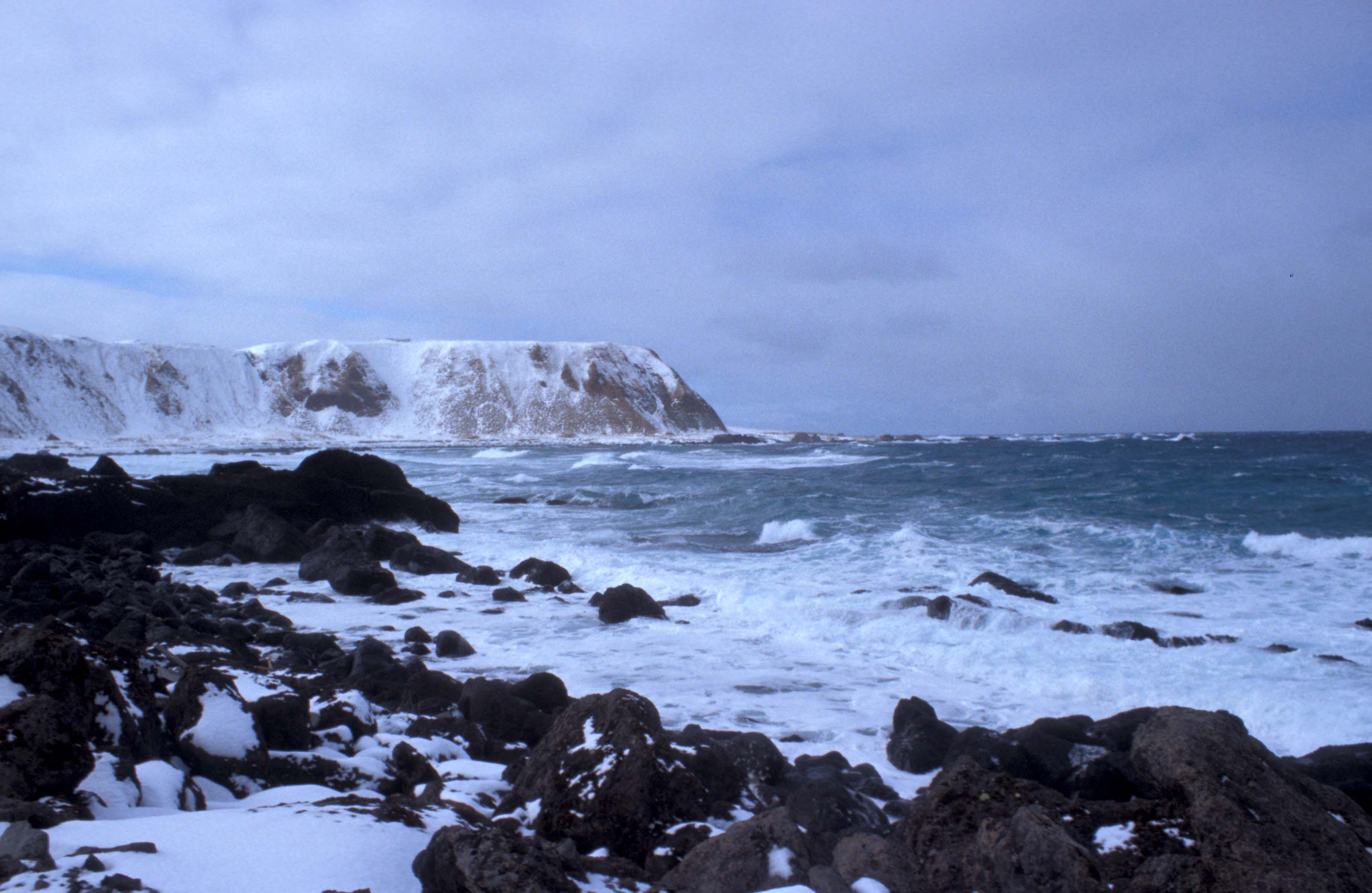

申雅島，或譯為谢米亚岛，是美國的島嶼，位於太平洋海域，屬於塞米奇群島的一部分，由阿拉斯加州負責管轄，長4.39公里、寬6.95公里，面積15.289平方公里，2000年人口僅27人。美军在岛上设有謝米亞空軍基地，于1994年停止使用。

## 外部連結
- Web site about Shemya
- Briefing about Shemya （页面存档备份，存于）
- "A Tale of Two Airplanes" （页面存档备份，存于） by Kingdon R. "King" Hawes, Lt Col, USAF (Ret.)